# Harry Angstrom
Harry Angstrom, en litterär figur , kallad Haren, är huvudperson i de fyra romaner av John Updike som inleds med Haren springer från 1960.